# Åsums ängar och Åsumallet
Åsums ängar och Åsumallet är ett naturreservat i Kristianstads kommun i Skåne län.
Området är naturskyddat sedan 2011 och är 449 hektar stort. Reservatet består av strandängar och ängsmarker vid Hammarsjöns västra strand. 
I naturreservatet finns Utemuseum Åsum. Utemuseet är en kombination av fågeltorn och museum. En 30 meter lång ramp leder upp till Utemuseum Åsum, och därför är det lättillgängligt även för rullstolsburna. Söder om museet finns en slåtteräng och där blommar kabbeleka och ängsbräsma under maj månad. Nedanför utemuseet, på den hävdade strandängen finns vadare som rödbena, storspov och tofsvipa. Här kan man se också se häckande enkelbeckasin och gulärlor som tar insekter i närheten av betesdjuen. I det område som finns mellan sjön och strandängen finns den så kallade "blå bården". Den har bildats när betesdjuren går en bit i den grunda slättsjön. Här finns änder som skedand, kricka och årta. De trivs i blå bården för här har de lätt att hitta mat både åt sig själva och åt sina ungar.
Söder om slåtterängen finns en igenväxt strandäng. Området var öppen slåtteräng på 1930-talet, men när man hade  slutat att hävda marken började högörter, vass och vide att växa där. Att marken är igenväxt är till nytta för bland annat sävsparv, skäggmes och gräshoppsångare. 
Längst i söder finns det område som kallas Åsumallet, en lövsumpskog. Den är slutstadiet för igenväxningen av strandängen. De träd som växer här är till största delen al, björk och ask. Här växer också bäckbräsma, tvåblad och lunglav. I Åsumallet är det gynnsamt för hackspettar, som mindre hackspett och spillkråka, eftersom det finns många högstubbar och fallna träd.